# The Girl in the Taxi (commedia)
The Girl in the Taxi è un musical statunitense, che debuttò a Broadway, all'Astor Theatre il 24 ottobre 1910 con la regia di Carter De Haven.

## Il cast della prima (Broadway, 24 ottobre 1910)
- Jeannette Bageard: Mariette
- Fremont Benton: Mary Peters
- Frederick Bond: John Stewart
- Joseph Clark: poliziotto
- Morgan Coman: Percy Peters
- Carter De Haven: Bertie Stewart
- Frank Farrington: Walter Watson
- Max Freeman: Alexis
- John Glendinning: Frederick Smith
- Laura Guerite: Mignon
- Clifford Heckinger: Dr. Paul
- Jessie Millward: Clara Stewart
- Jerome Nelson: Emile
- Katherine Smythe: Rosie
- Grace Walton: Mademoiselle Irma